# Félix Enódio
Félix Enódio (em latim: Felix Ennodius; 400–antes de 461 (61 anos)) foi um procônsul da África proconsular por volta de 420 ou 423. É possível que seu pai, que nasceu cerca de 380 tenha sido o filho de Enódio, também procônsul na África. Com base nisto, já se sugeriu que Félix Enódio seja filho de Flávio Constâncio Félix (380–430), cônsul em 428, que se casou com Padúsia e era um "ancestral de Félix, cônsul em 511" (significado obscuro). Padúsia, que nasceu em 385, era filha de Flávio Júlio Agrícola, cônsul em 421 e possivelmente o pai do imperador Ávito.

## Família
Félix era pai de Enódio, Camilo, Firmino. Este, por sua vez, era pai de Magno Félix Enódio, bispo de Pavia em 514. 